# 横山四郎
横山 四郎（横山 四朗、よこやま しろう、1893年〈明治26年〉11月13日 - 没年不明）は、日本の薬剤師、地主、政治家、神奈川県多額納税者、実業家。神奈川県議会議員、横浜市会議員。第85代神奈川県議会議長横山哲夫の父。

## 経歴
神奈川県橘樹郡旭村（現・横浜市）出身。横山秀民の長男。1916年、東大農科実科を卒業。1919年、薬剤師試験合格。日本大学法科卒業。農業を営む。横浜市方面委員、土地賃貸価格調査委員を経て1938年以来横浜市会議員に2回当選する。
横浜市功労者となり、同市学務委員、所得調査委員、家屋賃貸価格調査委員を歴任する。1955年4月以降3回神奈川県議会議員に当選する。1965年11月、勲五等を受く。
鶴見青果、富士薬品工業各社長などをつとめる。

## 人物
横浜市功労者である。貴族院多額納税者議員選挙の互選資格を有した。
趣味は旅行、絵画、謡曲。宗教は禅宗、曹洞宗。住所は神奈川県横浜市鶴見区下末吉。

## 家族・親族
横山家　
- 父・秀民（1866年[14] - ?、神奈川県多額納税者[15]、農業兼商業） - 貴族院多額納税者議員選挙の互選資格を有する[14]。
- 母・エツ（1872年 - ?、神奈川、長谷川為章の長女）[9]
- 妻・リン（1900年 - ?、神奈川、小島太助の二女）[9]
- 男（1921年 - ）[8]
- 長女[9]
- 二女[4]
- 三男・哲夫（1928年 - ）[9]
- 四男、五男[9]